# Kuomanjärvi
Kuomanjärvi eller Kuomajärvi är en sjö i Finland. Den ligger i Suomussalmi i landskapet Kajanaland, i den centrala delen av landet, 600 km norr om huvudstaden Helsingfors. Kuomanjärvi ligger 193 meter över havet.